# Veliká Ves (district de Chomutov)
Pour les articles homonymes, voir Veliká Ves.
Veliká Ves (en allemand : Michelsdorf) est une commune du district de Chomutov, dans la région d'Ústí nad Labem, en Tchéquie. Sa population s'élevait à 317 habitants en 2021.

## Géographie
Veliká Ves se trouve à 22 km au sud de Chomutov, à 65 km à l'ouest-sud-ouest d'Ústí nad Labem et à 79 km à l'ouest-nord-ouest de Prague.
La commune est limitée par Vilémov, Račetice et Libědice au nord, par Podbořany à l'est, par Krásný Dvůr au sud, et par Mašťov et Radonice à l'ouest.

## Histoire
La première mention écrite du village de Veliká Ves remonte à 1369.

## Transports
Par la route, Veliká Ves se trouve à 6 km de Kadaň, à 26 km de Chomutov, à 81 km d'Ústí nad Labem et à 91 km de Prague.